# Le Meilleur film de Thomas Graal

Le Meilleur film de Thomas Graal (Thomas Graals bästa film) est un film muet suédois réalisé par Mauritz Stiller, sorti en 1917.

## Fiche technique
- Titre : Le Meilleur film de Thomas Graal
- Titre original : Thomas Graals bästa film
- Réalisateur : Mauritz Stiller
- Photographie : Henrik Jaenzon
- Pays de production :  Suède
- Scénario : Gustaf Molander
- Décors : Axel Esbensen
- Format : Noir et blanc
- Durée : 52 minutes
- Date de sortie : Suède : 13 août 1917

## Distribution
- Victor Sjöström : Thomas Graal
- Karin Molander : Bessie Douglas
- Albin Lavén
- Jenny Tschernichin-Larsson
- Axel Nilsson
- William Larsson